# Odwet (organizacja konspiracyjna)
„Odwet – Jędrusie” – polska lokalna organizacja konspiracyjna, działająca w okresie od jesieni 1939 r. na obszarze Kielecczyzny i Podkarpacia.
Organizacja została założona w październiku 1939 r. w Tarnobrzegu przez miejscowego nauczyciela, Władysława Jasińskiego ps. „Jędruś”. Oparł się on głównie na młodzieży gimnazjalnej, należącej przed wojną do harcerstwa. Członkowie organizacji zajmowali się początkowo m.in. zbieraniem, konserwowaniem i ukrywaniem broni pozostawionej przez polskie oddziały wojskowe, a także kompletowaniem zdjęć rozstrzeliwanych na dziedzińcu więzienia w Tarnobrzegu. Po pewnym czasie podjęto prowadzenie akcji charytatywnej polegającej na pomocy aresztowanym i ich rodzinom oraz wysyłaniu paczek żywnościowych polskim żołnierzom osadzonym w niemieckich obozach jenieckich. Zaczęto także wydawać własny biuletyn prasowy, oparty na nasłuchu radiowym, najpierw pod tytułem „Wiadomości Radiowe”, a od marca 1940 r. – „Odwet”. Od tego tytułu przyjęto nazwę dla całej organizacji. Siatka konspiracyjna objęła tereny Rzeszowszczyzny, część Krakowskiego i Kielecczyznę (powiaty: tarnobrzeski, opatowski, sandomierski i mielecki). Po pewnym czasie nawiązano kontakty z ZWZ, a także ludowcami i narodowcami. „Odwet” pozostawał jednak organizacją samodzielną, niefinansowaną przez żaden ośrodek polityczny. W okresie marzec-czerwiec 1941 r. Niemcy dokonali licznych aresztowań wśród członków „Odwetu”. Część ludzi zbiegła do lasu, chroniąc się przed Gestapo. Wydarzenia te spowodowały wzrost potrzeb finansowych organizacji. W rezultacie W. Jasiński podjął decyzję o utworzeniu w okolicy Sandomierza leśnego oddziału partyzanckiego pod nazwą „Jędrusie”.
Do organizacji należał m.in. Bogusław Maksymilian Maciejewski.